# Sholicola
Sholicola är ett släkte i familjen flugsnappare inom ordningen tättingar. Släktet omfattar två starkt hotade arter som endast förekommer i södra Indien:
- Rostsidig flugsnappare (S. major)
- Keralaflugsnappare (S. albiventris)

Tidigare placerades de bland kortvingarna i Brachypteryx eller näktergalarna i Myiomela. DNA-studier visar dock att de endast är avlägset släkt med dessa och står närmare flugsnapparna i Cyornis och Niltava, och har därför lyfts ut till ett nybildat släkte, Sholicola.